# Karl von Bülow
Karl von Bülow (Berlín, Prusia, 24 de marzo de 1846 - Berlín, República de Weimar, 31 de agosto de 1921) fue un Mariscal de Campo alemán que lideró el Segundo Ejército Alemán en la Primera Guerra Mundial.

## Biografía
Karl von Bülow nació el 24 de marzo de 1846 en Berlín, hijo de una distinguida familia militar prusiana. Cuando fue declarado mayor de edad se alistó en el ejército prusiano y fue asignado al Segundo Regimiento de infantería en 1864, siendo destinado a la guerra austro-prusiana en 1866 y convirtiéndose en uno de los soldados clave de la Batalla de Sadowa. Bülow volvió a luchar en la guerra franco-prusiana de 1870 como oficial, siendo galardonado con la Cruz de Hierro de segunda clase. Posteriormente fue ascendido al grado de coronel e incluso se convirtió en director del Departamento Central en el Ministerio de Guerra Alemán. En 1900 fue ascendido a teniente general, siendo comandante del III Cuerpo de Ejército alemán desde 1903 hasta su nombramiento como inspector del Tercer Ejército Alemán en 1912.
Bülow fue asignado al Segundo Ejército Alemán en agosto de 1914, a principios de la Primera Guerra Mundial, siendo una de las tropas encargadas de invadir Bélgica. Ocupó Lieja el 7 de agosto y capturó la fortaleza de Namur la noche del 22 de agosto. En Francia, Bülow derrotó al general Charles Lanrezac en Charleroi aunque posteriormente cayó ante él mismo en San Quintín entre el 29 y el 30 de agosto.
Junto con el Primer Ejército Alemán del general Alexander von Kluck comenzaron a avanzar hacia París. La fuerte presencia de tropas británicas y francesas hizo que Bülow se replanteara avanzar hacia el sureste en lugar de al suroeste, como estaba acordado en el Plan Schlieffen. Bülow cruzó el Marne el 4 de septiembre, pero recibió la orden de retirarse a Aisne. Unos días después, tuvo lugar la Primera batalla del Marne, en la cual el general von Moltke fue derrotado ante las tropas aliadas comandadas por Joseph Joffre. Esto produjo que el pueblo alemán culpase a Bülow como responsable de la derrota de Alemania en la batalla del Marne, de forma que el Imperio Alemán perdiera la forma de capturar París.
Aun así, Bülow fue ascendido a mariscal de campo en enero del año siguiente. Después de sufrir un ataque al corazón dos meses más tarde, se le permitió retirarse a principios de 1916, residiendo en Berlín hasta su muerte el 31 de agosto de 1921 a los 75 años de edad.